# 加茲特魯加特島
加茲特魯加特島（西班牙語：Gaztelugatxe）是位於西班牙巴斯克自治區比斯開省貝爾梅奧的一個岩礁，通過一條橋樑和西班牙本土連接。這個島上有一座可追溯至10世紀的教堂。加茲特魯加特島是眾多生物的棲息地。

## 外部連結

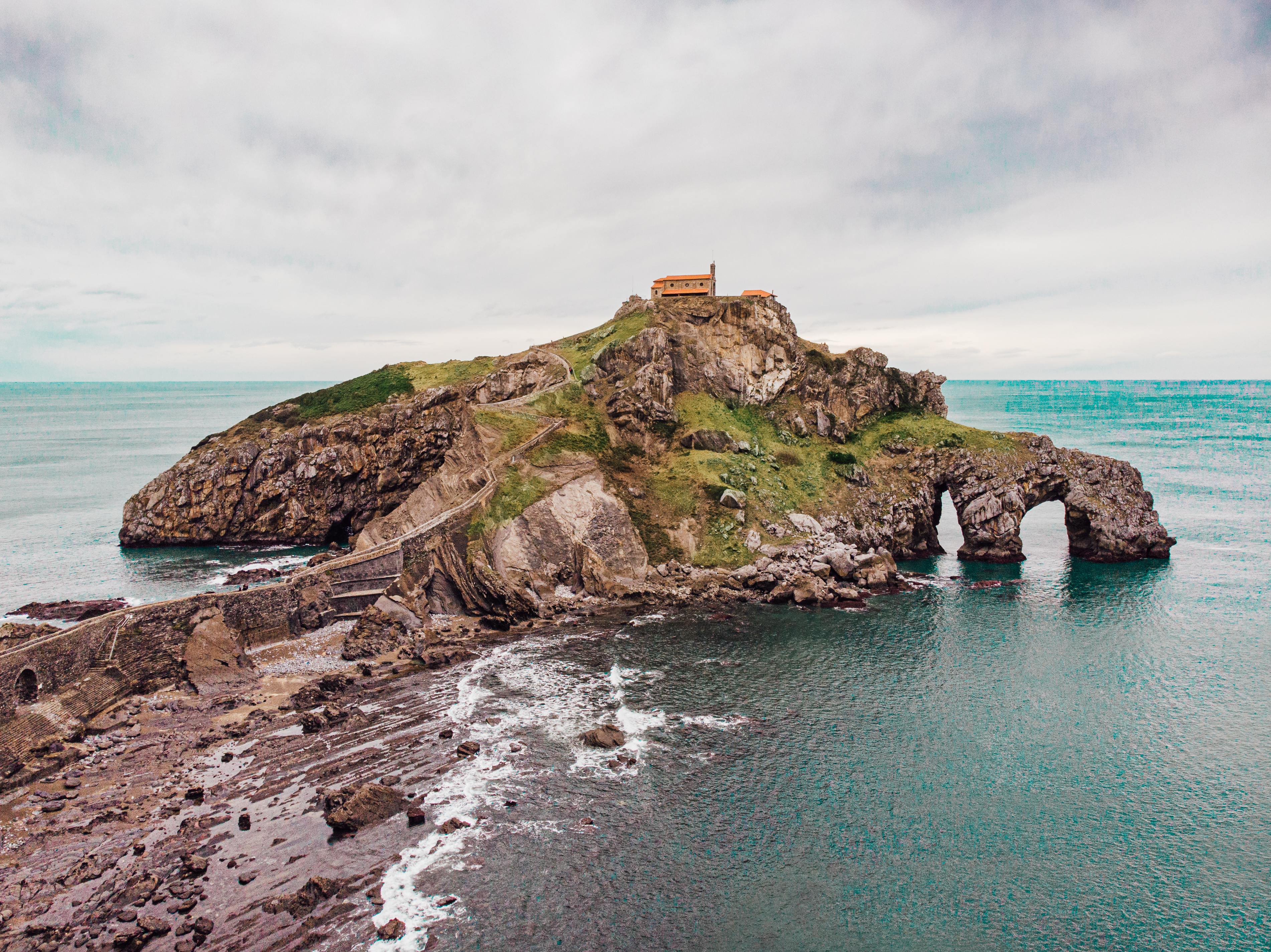
加茲特魯加特島

- Gaztelugatxe（页面存档备份，存于）, Bermeo Town Council website.

43°26′49″N 2°47′06″W / 43.447°N 2.785°W